# 埃尔帕洛马机场
埃尔帕洛马机场是一个在阿根廷埃爾帕洛馬的军民两用机场，也是阿根廷空军第一旅(西班牙語：Primera Brigada Aérea) 的主要作为中转用途的基地枢纽。机场坐落在布宜諾斯艾利斯以西18 km（11 mi），紧邻圣马丁铁路埃尔帕洛马站。
机场在1912年为陆军航空兵学校建立，该学校为阿根廷空军的前身。

## 设施
机场位于海平面以上59英尺（18），拥有一条16/34跑道，长度6,923乘164英尺（2,110乘50）。机场位于國道7號 (阿根廷)两千米处，距离圣马丁铁路埃尔帕洛马站200米。
2017年2月，一家新低成本航空公司Flybondi宣布将在2018年把该机场作为基地，执飞阿根廷国内航线。 另一家廉价航空公司捷聪航空在之前在该机场执行国际航线任务。

## 航线及航点
在新冠肺炎疫情期间，机场对公众关闭，航空公司被迫迁移到Ezeiza and Aeroparque机场执飞。目前该机场没有计划航班运行。